# František Mana

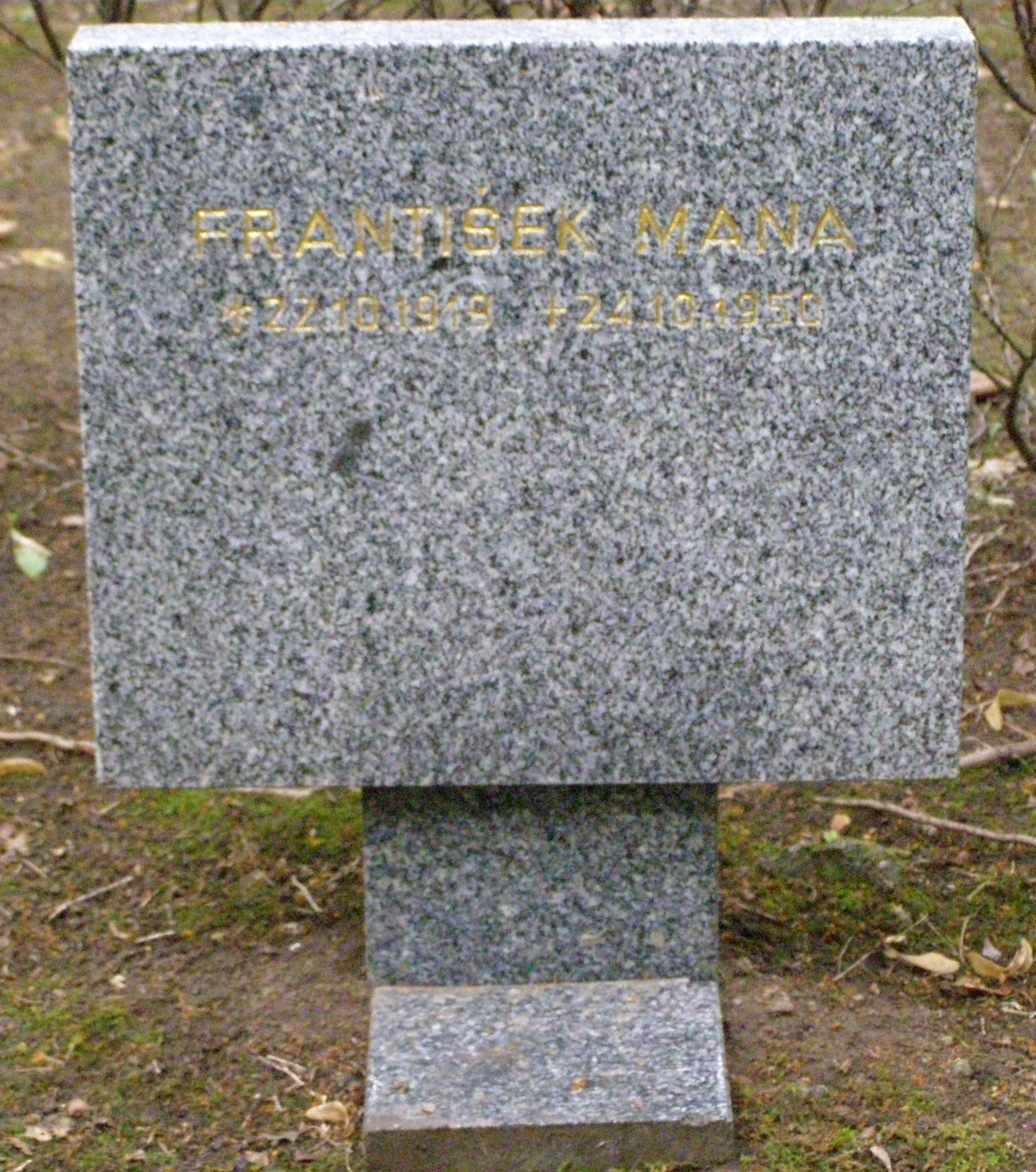
Symbolický hrob na Čestném pohřebišti popravených a umučených z padesátých let (III. odboj) na Ďáblickém hřbitově v Praze

František Mana (22. října 1910 Horní Lideč – 24. října 1950 Uherské Hradiště) byl český autodopravce a protikomunistický odbojář odsouzený komunistickým režimem k trestu smrti a popravený v roce 1950.

## Životopis
Narodil se v roce 1910 v Horní Lidči rodičům Josefovi a Marii. Měl dva bratry, Josefa a Aloise, a dvě sestry, Marii a Františku. V dětství absolvoval dvě třídy obecné školy. S manželkou Anežkou měl tři děti, Františka, Rudolfa a Marii.
Během druhé světové války pomáhal partyzánům. Později mu za tuto činnost zaslal písemné uznání generál Ludvík Svoboda. Krátce po konci války vstoupil do KSČ, ale v roce 1947 z ní vystoupil. V listopadu 1948 byl kontaktován odbojářem Rudolfem Lenhardem a informoval ho o vzniku protikomunistické organizace Světlana. Mana do organizace vstoupil a stal se členem podskupiny zvané „Světlana - Makyta.“ Mana ve skupině pracoval hlavně jako řidič a Lenhardovi pomáhal cestovat po Valašsku. Pomáhal rovněž při zapojování dalších členů do aktivit skupiny. V roce 1949 začal pomáhat také s šířením protirežimních letáků. Příslušníci Státní bezpečnosti jej zatkli v roce 1949. Zatčení se ovšem bránil a při šarvátce s příslušníky StB mu byla roztříštěna lebeční kost. V bezvědomí byl převezen do věznice, ze které byl posléze převezen do nemocnice. Po zatčení byl vzat do vazby v Uherském Hradišti. V ní byl poté vyšetřovateli mučen. V lednu 1950 na něj bylo podáno trestní oznámení. V květnu 1950 byl v politickém procesu, konaném v místní uherskohradišťské Sokolovně, za trestné činy velezrady, veřejné násilí a vydírání odsouzen k trestu smrti. V červenci 1950 zamítl jeho dovolání Nejvyšší soud a neúspěšná byla rovněž žádost o prezidentskou milost. Popraven byl v říjnu 1950.
Rehabilitován byl po sametové revoluci. V roce 1993 byla v Uherském Hradišti instalována pamětní deska na památku obětí komunistického režimu v regionu, na níž je uvedeno i jeho jméno.